# Cryptos (Roman)
Cryptos ist ein Mitte August 2020 erschienener Thriller für Jugendliche und Erwachsene von Ursula Poznanski. Neben Buchausgabe und Lesung gibt es auch ein Hörspiel, das als Podcast in der ARD Audiothek erhältlich ist.

## Handlung
Die Geschichte spielt in einer Zukunft, in der es die Menschheit nicht geschafft hat, die Klimakrise zu bewältigen. Viele Inseln und Küstenstädte sind längst versunken, in weiten Teilen der Erde hat sich Wüste ausgebreitet, Trinkwasser stammt großteils aus Meerwasserentsalzung. Sturmfluten und andere Naturkatastrophen passieren fast täglich. Ein zentrales Thema im Buch ist die Welt „Minus3“, ein geplantes virtuelles Forschungslabor, in dem vordergründig daran gearbeitet werden soll, die Erde um 3 Grad abzukühlen.
Die Politik spielt in Cryptos keine Rolle mehr, die Macht liegt in den Händen der Konzerne, welche die Infrastrukturen entwickeln und betreuen, allen voran „Mastermind“. Die Menschen begeben sich – angesichts der wenig erfreulichen realen Welt – gerne in die Abhängigkeit der Konzerne.
Da die meiste Arbeit von Robotern übernommen wird, und ein Leben in der Realität anstrengend ist, flüchten die meisten Menschen in die von Mastermind zur Verfügung gestellten vielgestaltigen virtuellen Realitäten, die eine täuschend echte Sinneserfahrung möglich machen. Üblicherweise stirbt man in manchen der gefährlichen, spannenden virtuellen Realitäten, aber in der Realität bleibt man am Leben. Nach dem Tod in einer virtuellen Welt und auch einmal täglich nach dem Schlaf verlässt man die virtuelle Realität und wacht in einer Kapsel in einem „Depot“ genannten Wohngebäude auf, bevor man zurück in eine bevorzugte selbst gewählte virtuelle Realität gehen kann. Für manche Welten braucht man eine Einladung, die nur unter bestimmten Bedingungen vergeben wird, oder Bonuspunkte, die man sich in anderen Welten verdienen kann. Eine Berechtigung zur Fortpflanzung in der realen Welt wird nur extrem begrenzt erteilt.
Jana Pasco ist sehr begabt, erst 17 Jahre alt, und bei Mastermind als Welten-Designerin beschäftigt, ein Beruf, bei dem sie hauptsächlich in der realen Welt am Computer arbeitet. Sie hat drei Welten – eine Irland ähnliche Idylle, eine schwülwarme Dinosaurierwelt mit häufiger Lebensgefahr, und eine Fantasywelt mit Elfen und anderen fantastischen Kreaturen – entworfen, die sie auch täglich betreut. Eines Tages fällt ihr auf, dass ungewöhnlich viele Menschen beim Verlassen der Welten (Exit) spurlos verschwinden, statt von einer Welt in die andere zu wechseln. Um das Rätsel zu lösen, begibt sie sich selbst in die virtuellen Welten und ist plötzlich dort gefangen. Alle Exit-Points, über die sie die virtuelle Realität verlassen könnte, verschwinden und man macht Jagd auf Jana, durch viele unterschiedliche Welten hindurch. In realer Todesgefahr und letzter Sekunde gelingt es ihr, in die geheime Welt Cryptos zu entkommen. Sie erfährt, dass Mastermind die Depots, in denen die Menschen während ihres Aufenthalts in der virtuellen Realität hilfslos in ihren Kapseln liegen, nicht mehr gegen äußere Gefahren wie Überschwemmungen oder Brände schützt und die Bewohner auch nicht warnt oder evakuiert. Als sie dies öffentlich machen will, erfährt sie, dass Mastermind 3 Milliarden der 10 Milliarden weltweit lebenden Menschen töten will, um die Ressourcenprobleme und Erderwärmungskrise zu lösen (daher der Name der Forschungswelt Minus3). Gemeinsam mit ihren neuen Freunden versucht sie, zuerst einzelne Menschen und dann die Menschheit zu retten. Freundschaften, Loyalität und Schutz der Familie sind Triebfedern für Jana und die Aktivisten von Cryptos.

## Hintergründe
Poznanski belässt es nicht bei einem Kriminalroman in einer dystopischen Welt, sondern gibt dem Leser eine Vision mit, wie eine Entwicklung zum Besseren aussehen könnte: Der Juniorchef von Mastermind muss übernehmen und wissenschaftliche Berater geben den Kurs vor.
Das Buch hat Parallelen zum Film Matrix und zum Roman und Film Ready Player One. Wie in diesen leben die Menschen in der Virtuellen Realität, jedoch im Buch Cryptos nur tagsüber und die Menschen können unter vielen verschiedenen (tausenden, im Buch namentlich genannt werden immerhin 86) Welten wählen. (Die Welten erinnern an die Newsgruppen des Usenets.)

## Welten
Die virtuellen Welten, in welchen der Roman spielt, lassen sich in mehrere Gruppen einteilen:

### Nachstellungen
Eine recht große Anzahl von Welten bildet reale Orte auf der Erde nach (meist vor der Klimakatastrophe).
Während „Nostalgische“ Welten verlorene Orte nachstellen, beschränken sich Historische Welten nicht auf den Zeitabschnitt kurz vor der Klimakatastrophe.

#### Historische Welten
Austen (von Matisse Meran; Regency-Zeit nach Jane Austen), Hongkong89 (Hongkong im Jahr 1989), London 1622, Luhara (indisch), New York 1977, Paris 1659, Ramses (ägyptisch), Rouen 1143, Sansibar, Shangri-La, Taipeh Fly, Cretaceous (von Jana Pasco; Kreidezeit)

#### „Nostalgische“ Welten
Arktis, California Surf, Fidschi-Inseln (von Matisse Meran), Fjordis, Great Barrier Reef, Mumbai, Venedig (von Matisse Meran)

### Zweckwelten
Zweckwelten erfüllen eine bestimmte Funktion oder stellen Berufe nach.
Aktienmarkt3, Diskurs, Justizia, Konferenz4, Minus3 (Geoengineering), Plantage12 (Pflanzerausbildung), Plantage23 (Pflanzerausbildung), Report (Nachrichtenwelt), Rescue (Sanitäterausbildung), StayInTouch (Kommunikationsforum), Toplevel (Weltendesignerausbildung/ -auswahl)

### Themenwelten

#### Kinderwelten
Aquaqua (Wasserrutschen), Experimentio Grenfeld (Bauernhöfe)

#### Hobby-Welten
Biblio12 (Bibliothek), Bibliomania (Bibliothek), Bloom (Gärtnern), Cinematica (Filmdreh), Cook (Kochen), Florestania (von Kareen; Gewächszucht), Houyhnhnm (Reitsport), Jopur (Bergsteigen im Himalaya), Klondirwas (Erschaffen fantastischer Wesen durch Genmanipulation), Kreativia, Manufactum, Olympia-Gold, Ruhepol3 (Yoga, Töpfern, Origami), Sailor3 (Segel-Welt), Sinfonia (Musik-Welt), Tjost (Lanzenturnier), WorldCup (Fußball-Welt), ZenZone

#### Literarische Welten
Disc, DuckDuck, Le Guin, Liliput, Narnia, Oz, Tolkien, Unendlich, Verne, Zamonien

#### Fantasy-Welten
Aimera (auf Bäumen), Dropout (Rätselspiele im Kriegsszenario), Macandor (von Jana Pasco), SamuraiChallenge (von Babette), Vampyrion (von Elsie)

#### Andere
AllesLiebe, Animalia, Asherville, Celebrity, Fashionata, Galaxcity, Kerrybrook (Irland nachempfundene friedliche Idylle, von Jana Pasco), Mirror (Las Vegas; Selfies), MoskitoCoast, Nusfjord, Safaria2, SeaMe (Strand), Sokratia (Philosophie im antikem Griechenland, Einladung nur mit IQ >135), SootheBay, Space35, Starlight („bonbonrosa Blondinenhölle“), Steampunk8, Sturmjäger, WarZone4, Whodunnit, Zombieplanet

### Sonstige

#### Strafwelten
Strafwelten sind Welten, in welche man verbannt wird, wenn man ein Verbrechen begangen hat. In ihnen ist keinerlei Exit möglich.
Trokar („unerfreuliches Survivalcamp“), Molar (strukturierte Gefängniswelt)

#### Gesperrte/Geheime Welten
Labyrintopia (schafft psychische Störungen; gesperrt), Sokar (gesperrt), Cryptos (von Tivon Deym), MinusNull (von Jana Pasco), Refugio (von Tivon Deym)

## Ausgaben
- Ursula Poznanski: Cryptos, Loewe, Bindlach 2020, ISBN 978-3-7432-0050-0
- E-Book
- Podcast in der ARD Audiothek
- Hörbuch, ungekürzte Lesung mit Laura Maire